# Национальный морской музей (Гданьск)

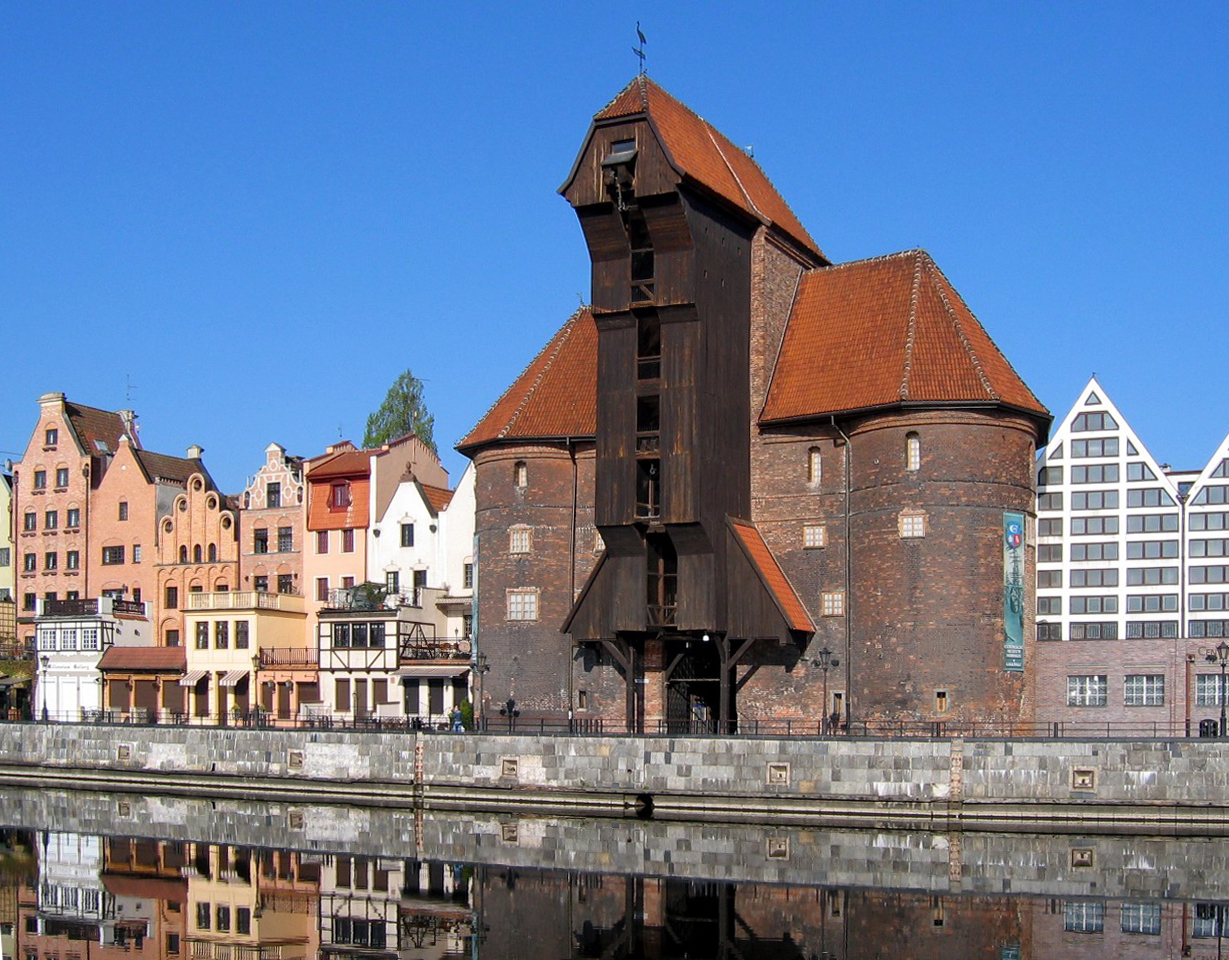
Большой Журав

Национальный морской музей в Гданьске (пол. Narodowe Muzeum Morskie w Gdańsku; до 10 декабря 2013 — Центральный морской музей в Гданьске пол. Centralne Muzeum Morskie w Gdańsku) — музей и научно-исследовательское учреждение в г. Гданьск, Польша.
Создан в 1960 году. Расположен в настоящее время в нескольких исторических зданиях в центре города: Большом Жураве — старинных городских и портовых воротах с функцией подъёмного механизма 1444 г. и трёх портовых зернохранилищах XV—XVII вв. носящих названия: Медь (Miedź), Панна (Panna) и Оливски (Oliwski); также имеет филиалы:
- Музей Рыболовства в г. Хель,
- Музей Вислы в г. Тчев
- теплоход-музей «Sołdek»
- парусник-музей «Dar Pomorza».

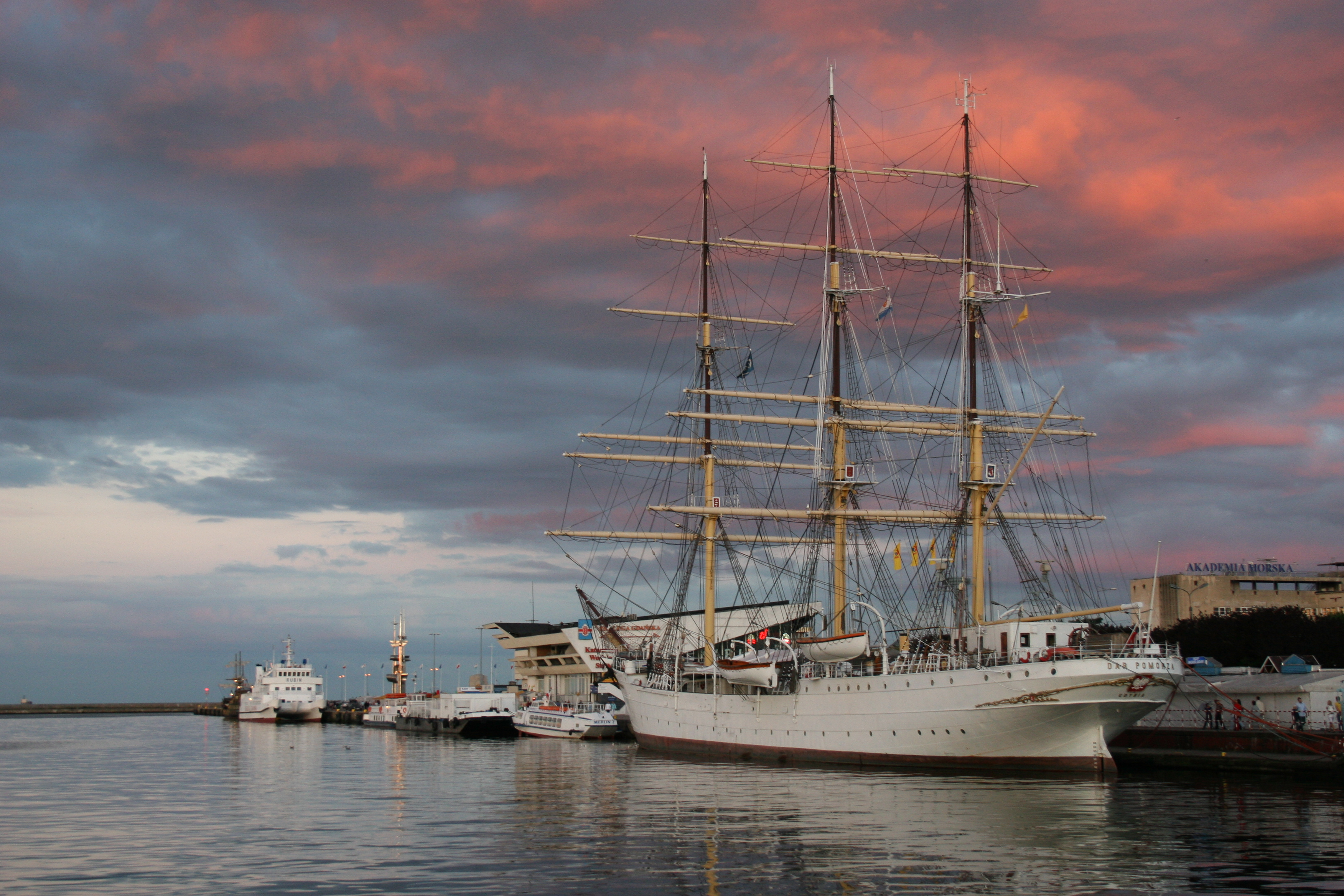
Парусник-музей «Dar Pomorza»

Собрания Морского музея связаны с историей портов, кораблестроением, мореплаванием и торговлей. Среди экспонатов — памятники старины судоверфей, береговой охраны, морского спасательного дела, предметы оборудования кораблей, старинные навигационные инструменты, приводные механизмы, стрелковое и корабельное оружие и т. д.
Имеется интересная коллекция моделей древних славянских ладей, средневековых данцигских и эльблонгских судов, военных кораблей XVI—XVII вв., польских пассажирских и торговых судов 1920—1939 гг. и построенных после 1945 речных судов и буксиров. Есть в музее также коллекция судов из Океании, Индокитая и Африки.
В экспозиции музея представлены предметы с яхты «Dal», на которой Анджей Богомолец, первым среди польских яхтсменов пересëк Атлантику, а также с яхты «Polonez», на которой Кшиштоф Барановский в одиночку совершил путешествие вокруг света.
Большое место в коллекции занимают экспонаты, связанные с морским прошлым известного писателя Джозефа Конрада (Коженёвского).
Благодаря деятельности работников музея по исследованию морского дна, в его коллекции имеется ряд предметов, поднятых с затонувших кораблей, например, бронзовые пушки и артиллерийские ядра с погибшего под Оливой в 1627 шведского судна «Solen».
Здесь же представлены произведения искусства на морскую тематику, полотна известных живописцев, среди которых, Леон Вычулковский, Юлиан Фалат, Зофья Стрыйенска и др.